# 努比亚长颈鹿
北部长颈鹿（學名：Giraffa camelopardalis），是4種長頸鹿中的一種，斑点呈四方形，栗色；底色为白色。腿内侧及上肢以下无斑点。分布苏丹东部及刚果东北部。
种加词为camelopardalis，源于早期罗马帝国时期人们给它起的名字，意思是骆驼和豹的杂交体，因为它的外形类似这两种动物的揉合体。

## 亞種
北部长颈鹿共有4個亞種：
- 亞種努比亚长颈鹿（G. c. camelopardalis）：身体上有被白线包围的边缘清晰的栗色斑点，而身体下方则缺少斑点。
- 亞種科爾多凡长颈鹿（G.c. antiquorum）：斑点较小，较不规则，覆盖腿内侧。分布：苏丹西部、西南部。
- 亞種西非长颈鹿，或尼日利亚长颈鹿（G.c. peralta）：浅黄色斑点。分布：乍得。
- 亞種罗氏长颈鹿，或乌干达长颈鹿（G.c. rothschildi）：斑点深褐色呈长方形，网纹模糊。下肢有时带斑点。分布：乌干达、肯尼亚北部、中部。